# Šota Chabareli
Šota Chabareli (gruzínsky შოთა ხაბარელი), (* 26. prosince 1958 Dzlevisdžvari (Kareli), Sovětský svaz) je bývalý reprezentant Sovětského svazu v judu. Je olympijským vítězem z roku 1980.

## Sportovní kariéra
V mládí se věnoval gruzínskému zápasu. Judo ho zaujalo v době po olympijských hrách v Mnihově v roce 1972, kde získal zlatou olympijskou medaili jeho krajan Šota Čočišvili. Místní učitel juda Givi Zautašvili ho však nepřijal kvůli pokročilejšímu věku.
S judem se blíže seznámil až během vojenské služby koncem roku 1977. V armádním klubu ho vedl Džemal Natelašvili. Po fyzické i zápasnické stránce byl hotový, s úchopem na zádech problémy neměl a do několika měsíců se stal členem sovětské sborné. Judo se však nikdy pořádně nenaučil, na druhou stranu ho obohatil o několik nových technik. Velmi populární byl svého času strh "Khabareli".
V roce 1979 poprvé reprezentoval svou vlast na velké akci. Na mistrovství světa v Paříži sice propadl, ale v olympijském roce uhájil pozici jedničky před Alexejem Volosovem a startoval na domácích olympijských hrách v Moskvě. K favoritům na vítězství nepatřil ani při neúčasti favoritů z Japonska a Jižní Koreje (bojkot). Sovětský svaz však čtvrtý den čekal na zlatou medaili a rozhodčí byli v mnoha případech benevolentní. Turnajem se doslova probojoval do finále, kde ve vyrovnaném zápase porazil na juko Kubánce Ferrera a získal zlatou olympijskou medaili.
Se sportovní kariérou se rozloučil v roce 1986.

## Trenérská kariéra
Od roku 1987 vedl gruzínskou reprezentaci v rámci Sovětského svazu až do jeho rozpadu v roce 1991. V dalších letech podnikal a ke kormidlu se vrátil v roce 1997. V zlatém období gruzínského juda přivedl k olympijským zlatým medailím Zuraba Zviadauriho a Irakli Cirekidzeho. Byl několikrát vyhlášen evropským trenérem roku. Jeho práce u reprezentace skončila s novými pravidly juda zavedenými od roku 2010.

## Politická kariéra
V roce 2012 podporoval ve volbách vítěznou stranu "Georgian Dream". Je členem parlamentu.

## Vyznamenání
- Prezidentský řád znamenitosti – Gruzie, 2018[1]

## Výsledky
| Turnaj             | 1979             | 1980             | 1981             | 1982             | 1983             | 1984             | 1985             | 1986             |
| Turnaj             | 21               | 22               | 23               | 24               | 25               | 26               | 27               | 28               |
| Turnaj             | polostřední váha | polostřední váha | polostřední váha | polostřední váha | polostřední váha | polostřední váha | polostřední váha | polostřední váha |
| ------------------ | ---------------- | ---------------- | ---------------- | ---------------- | ---------------- | ---------------- | ---------------- | ---------------- |
| Olympijské hry     |                  | 1.               |                  |                  |                  | —                |                  |                  |
| Mistrovství světa  | úč.              |                  | —                |                  | 3.               |                  | —                |                  |
| Mistrovství Evropy | 2.               | —                | 3.               | 2.               | 3.               | —                | —                | úč.              |